# Palestyna na letnich igrzyskach olimpijskich
Palestyna wystartowała we wszystkich letnich IO od igrzysk w Atlancie w 1996 roku. Reprezentowana była przez 10 sportowców (6 mężczyzn i 4 kobiety). Do tej pory nie zdobyła żadnych medali.

## Klasyfikacja medalowa
| Igrzyska            | Złoto | Srebro | Brąz | Razem |
| ------------------- | ----- | ------ | ---- | ----- |
| Atlanta 1996        | 0     | 0      | 0    | 0     |
| Sydney 2000         | 0     | 0      | 0    | 0     |
| Ateny 2004          | 0     | 0      | 0    | 0     |
| Pekin 2008          | 0     | 0      | 0    | 0     |
| Londyn 2012         | 0     | 0      | 0    | 0     |
| Rio de Janeiro 2016 | 0     | 0      | 0    | 0     |
| Tokio 2020          | 0     | 0      | 0    | 0     |
| Razem               | 0     | 0      | 0    | 0     |